# Giavera del Montello
Giavera del Montello là một đô thị ở tỉnh Treviso trong vùng Veneto, có cự ly khoảng 40 km về phía tây bắc của Venice và khoảng 15 km về phía tây bắc của Treviso. Tại thời điểm ngày 31 tháng 8 năm 2006, đô thị này có dân số 5.008 người và diện tích là 19,9 km².
Đô thị Giavera del Montello có các frazioni (các đơn vị trực thuộc, chủ yếu là các làng) Cusignana and Santi Angeli.
Giavera del Montello giáp các đô thị: Arcade, Nervesa della Battaglia, Povegliano, Sernaglia della Battaglia, Volpago del Montello.